# 1466 Mundleria
1466 Mundleria је астероид главног астероидног појаса са пречником од приближно 21,51 .
Афел астероида је на удаљености од 2,752 астрономских јединица (АЈ) од Сунца, а перихел на 1,999 АЈ.
Ексцентрицитет орбите износи 0,158, инклинација (нагиб) орбите у односу на раван еклиптике 13,140 степени, а орбитални период износи 1337,869 дана (3,662 године).
Апсолутна магнитуда астероида је 11,90 а геометријски албедо 0,066.
Астероид је откривен 31. маја 1938. године.